# 停止爱你 (2021年电视剧)
《停止愛你》，為泰國GMM 25與Viu於2021年10月4日起播出的的情節電視劇，改編自查拉來的同名小說，由塔納·羅坤宋巴（Lee）及李海娜（Aom）領銜主演。
此劇由GMMTV製作，在2020年12月GMMTV的「The New Decade Begins」活動上公開先導預告片。其後，此劇於2021年10月在GMM 25電視台及Viu首播，同年12月終映。此劇是繼1994年（泰國第3電視台）、2015年泰國第7電視台版本的电视剧《爱恨之巅》及1987年電影版後再度翻拍的電視劇集。

## 劇情簡介
劇情講述在一年前，Kimhan（Lee 飾演）發現姐姐Wimonrat（Ploy 飾演）在家中被槍殺。兇手為Wimonrat的丈夫Tada（Pai 飾演），Tada在案發後把現場偽裝成是Wimonrat自殺並逃跑。Kimhan對於姐姐的死感到難過，他知道Wimonrat生前與Tada經常發生爭執，因此懷疑Wimonrat的死與Tada有關，但Tada極力否認。Mookrin（Aom 飾演），是Tada的妹妹，亦是Kimhan的女朋友。她堅稱Wimonrat被殺當天，Tada與她在一起，因此與Wimonrat的死沒有任何關係。但是，Kimhan認為Mookrin是在掩飾其哥哥的罪行而欺騙了他，因此Kimhan為了姐姐的死，計畫報復Mookrin與Tada。
一年後，在Kimhan和Mookrin的婚禮上，在場的賓客意想不到的是婚禮實際的新娘並不是Mookrin，而是Paktra（Grand 飾演）。Tada對於Kimhan當眾令Mookrin難堪感到憤怒，而Kimhan亦表示這是對Tada報復的開始，因為他始終認為Tada與Wimonrat的死有關。到底Kimhan的報復計畫，Tada的罪行，Kimhan和Mookrin被仇恨所掩蓋的愛情，會如何發展？

## 演員列表
註：括號內的演員或角色姓名為小名或中文名（如有）。

### 主要演員
- 塔納·羅坤宋巴（Lee）飾演 Kimhan（Kim）

Wimonrat的弟弟
- 李海娜（Aom）飾演 Mookrin（Mook）

Tada的妹妹

### 其他演員
- 樸哇若·對思昂格拉（Grand）飾演 Paktra
- 那·特哈沙丁·那·阿育他亞（Poom）飾演 Prarop
- 帕查彤·塔娜瓦（Ploy）飾演 Plaifon
- 帕提特·披斯緹奎（英语：Pathit Pisitkul）（Pai）飾演 Tada

Mookrin的哥哥，Wimonrat的丈夫。
- Chidjun Hung（Ploy）飾演 Wimonrat（Wi）

Kimhan的姐姐，Tada的妻子，后遭人枪杀身亡。
- 薇拉亚·帕塔兰楚克采（Gina）飾演 Duangdao
- 塔纳本·万罗西力侬（Na）飾演 Chumsai
- 帕查娜·塔布彤（Kapook）飾演 Gina
- 卡诺甘·楚尔彤（Forjune）飾演 Bonus
- 帕特森·薩林杜 飾演 Att
- 西瓦科恩·勒爾科喬特（Guy）飾演 Xia Ah
- Kanuengpim Thanaphitchakorn（Nim）飾演 Nate
- Kemika Sukkhaprasongdi 飾演 Burger
- Sirilak Songsri

## 劇集原聲帶
| 曲序 | 曲目            | 演唱者                       |
| ---- | --------------- | ---------------------------- |
| 1.   | 《WHY》         | 塔納·羅坤宋巴（Lee）         |
| 2.   | 《Forever You》 | 莎楠查娜·阿芘莎麦蒙空（Aye） |

## 劇集迴響

### 泰國電視收視率
- 收視最低的集數以藍色表示，收視最高的集數以紅色表示，而空格則表示該集的收視沒有相關數據。

| 集數 No.   | 播放日期       | 播放時段 (UTC+07:00) | 平均收視率 | 來源   |
| ---------- | -------------- | -------------------- | ---------- | ------ |
| 1          | 2021年10月4日  | 星期一 20:30         | 0.097      | [ 4 ]  |
| 2          | 2021年10月5日  | 星期二 20:30         | 0.128      | [ 5 ]  |
| 3          | 2021年10月11日 | 星期一 20:30         | 0.075      | [ 6 ]  |
| 4          | 2021年10月12日 | 星期二 20:30         | 0.275      | [ 7 ]  |
| 5          | 2021年10月18日 | 星期一 20:30         | 0.086      | [ 8 ]  |
| 6          | 2021年10月19日 | 星期二 20:30         | 0.094      | [ 9 ]  |
| 7          | 2021年10月25日 | 星期一 20:30         | 0.101      | [ 10 ] |
| 8          | 2021年10月26日 | 星期二 20:30         | 0.103      | [ 11 ] |
| 9          | 2021年11月1日  | 星期一 20:30         | 0.142      | [ 12 ] |
| 10         | 2021年11月2日  | 星期二 20:30         | 0.082      | [ 13 ] |
| 11         | 2021年11月8日  | 星期一 20:30         | 0.156      | [ 14 ] |
| 12         | 2021年11月9日  | 星期二 20:30         | 0.104      | [ 15 ] |
| 13         | 2021年11月15日 | 星期一 20:30         | 0.074      | [ 16 ] |
| 14         | 2021年11月16日 | 星期二 20:30         | 0.090      | [ 17 ] |
| 15         | 2021年11月22日 | 星期一 20:30         | 0.082      | [ 18 ] |
| 16         | 2021年11月23日 | 星期二 20:30         | 0.164      | [ 19 ] |
| 17         | 2021年11月29日 | 星期一 20:30         | 0.137      | [ 20 ] |
| 18         | 2021年11月30日 | 星期二 20:30         | 0.223      | [ 21 ] |
| 19         | 2021年12月6日  | 星期一 20:30         | 0.132      | [ 22 ] |
| 20         | 2021年12月7日  | 星期二 20:30         | 0.136      | [ 23 ] |
| 21         | 2021年12月13日 | 星期一 20:30         | 0.206      | [ 24 ] |
| 22         | 2021年12月14日 | 星期二 20:30         | 0.297      | [ 25 ] |
| 平均收視率 | 平均收視率     | 平均收視率           | 0.136      | 1      |

^1  基於每集的平均觀眾份額。

## 外部連結
- GMM25 官方網站 （页面存档备份，存于）（泰文）
- GMMTV 官方網站（泰文）
- YouTube上的《停止愛你》播放列表
- MyDramaList 劇集介紹及劇評 （页面存档备份，存于）（英文）
- 豆瓣电影上《停止爱你》的資料 （简体中文）